# Talharpa

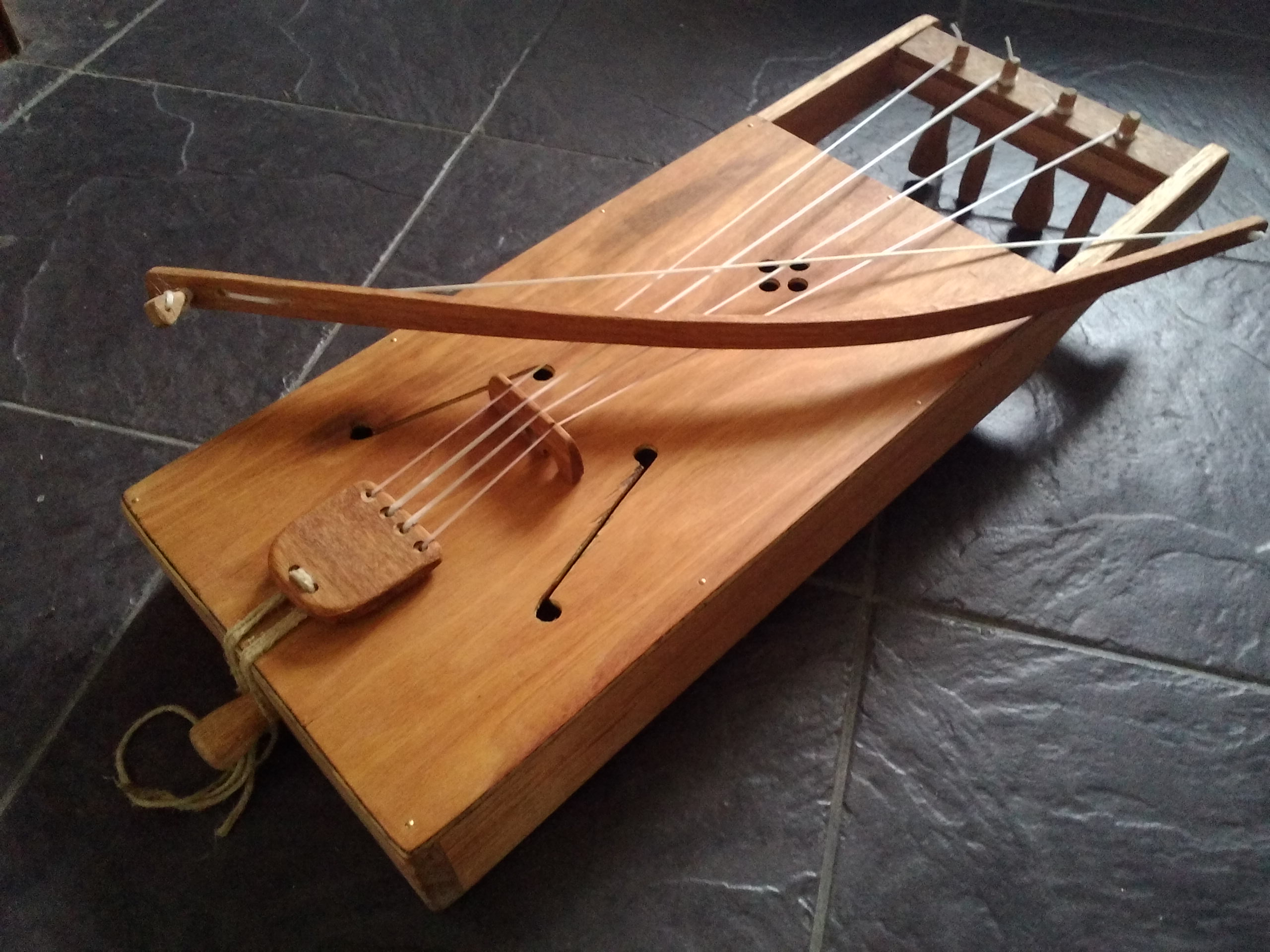
Talharpa, di Charlie Bynum, Silver Spoon Music, Alkmaar NL, 2014

La talharpa, nota anche come tagelharpa (arpa a coda di cavallo), hiiu kannel o stråkharpa (arpa ad arco), è una lira a corda due o quattro a corde dell'Europa settentrionale. È discutibile se fosse comunemente diffusa nella Scandinavia. Storicamente è stata suonata nelle aree estone-svedesi e nell'ovest dell'Estonia, in particolare tra gli svedesi estoni che sono arrivati in Estonia intorno al X secolo dalla parte svedese della Finlandia; probabilmente hanno portato con sé lo strumento (i successivi coloni svedesi in Estonia non conoscevano né usavano la talharpa). È simile al jouhikko finlandese e al crwth gallese. Il jouhikko, un parente stretto della talharpa, è ancora conosciuto in Finlandia.
Il nome talharpa probabilmente deriva da una forma dialettale della parola "tagel" - crine di cavallo - da cui erano fatte le corde.

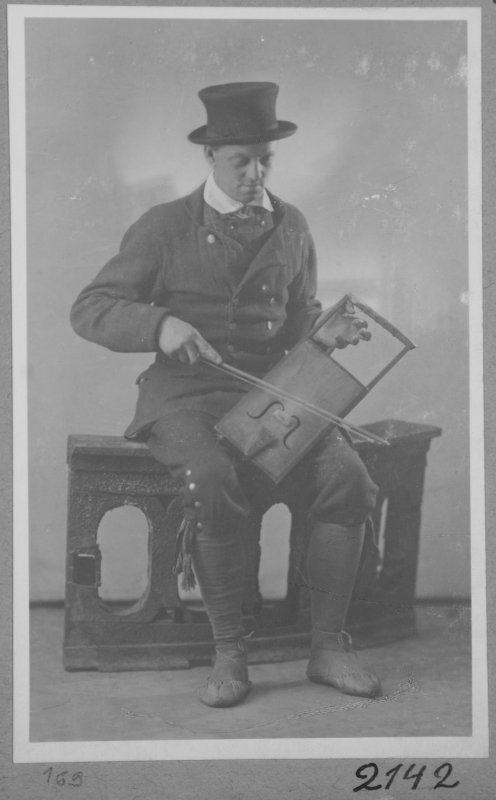
Un musicista estone suona l'hiiu kannel (o talharpa), ca. 1920.

## Background
Le prime menzioni letterarie norrene conosciute di un'arpa o una lira risalgono al poema eddico Völuspá, anche se non come strumento ad arco. Ci sono stati tentativi di interpretare come talharpa l'iconografia, che mostra Gunnar incantare i serpenti nella fossa dei serpenti con uno strumento simile a un'arpa (che non include un arco e lo strumento ha una forma molto diversa) e un bassorilievo nella Cattedrale di Trondheim in Norvegia, che mostra un musicista che suona uno strumento simile a una ghironda o a una nyckelharpa, risalente al XIV secolo. Nei paesi nordici, la lira ad arco (in opposizione all'arpa pizzicata) è continuata in Finlandia, dove è chiamata jouhikko o jouhikantele e in Estonia dove è chiamata hiiu kannel.

## Tecniche di costruzione
Le talharpa venivano tradizionalmente costruite scavando un singolo blocco di legno e incollando un piano armonico sopra, come si può vedere da molti strumenti conservati nei musei in Estonia e Finlandia. 
Ai tempi moderni, molti costruttori di talharpa continuano a realizzare i loro strumenti musicali in legno massello, come Rait Pihlap, Mihkel Soon o Rauno Nieminen. Altri hanno iniziato a realizzare tagelharpe seguendo la scuola classica della liuteria, con ogni parte assemblata e caratterizzata da rinforzi, fasce, controfasce, fondi figurati e blocchi (come Raivo Sildoja).

## Utilizzo moderno
La talharpa è talvolta usata nella musica folk moderna, più notevolmente dal duo estone nu-folk Puuluup che utilizza talharpa e live looping moderni. Altri musicisti e gruppi notevoli che utilizzano strumenti della famiglia delle lire ad arco: Sofia Joons, Strand...Rand, Pekko Käppi, Styrbjörn Bergelt, Krista Sildoja, Metsatöll, Wardruna, Per Runberg, Janne Mängli, A Tergo Lupi

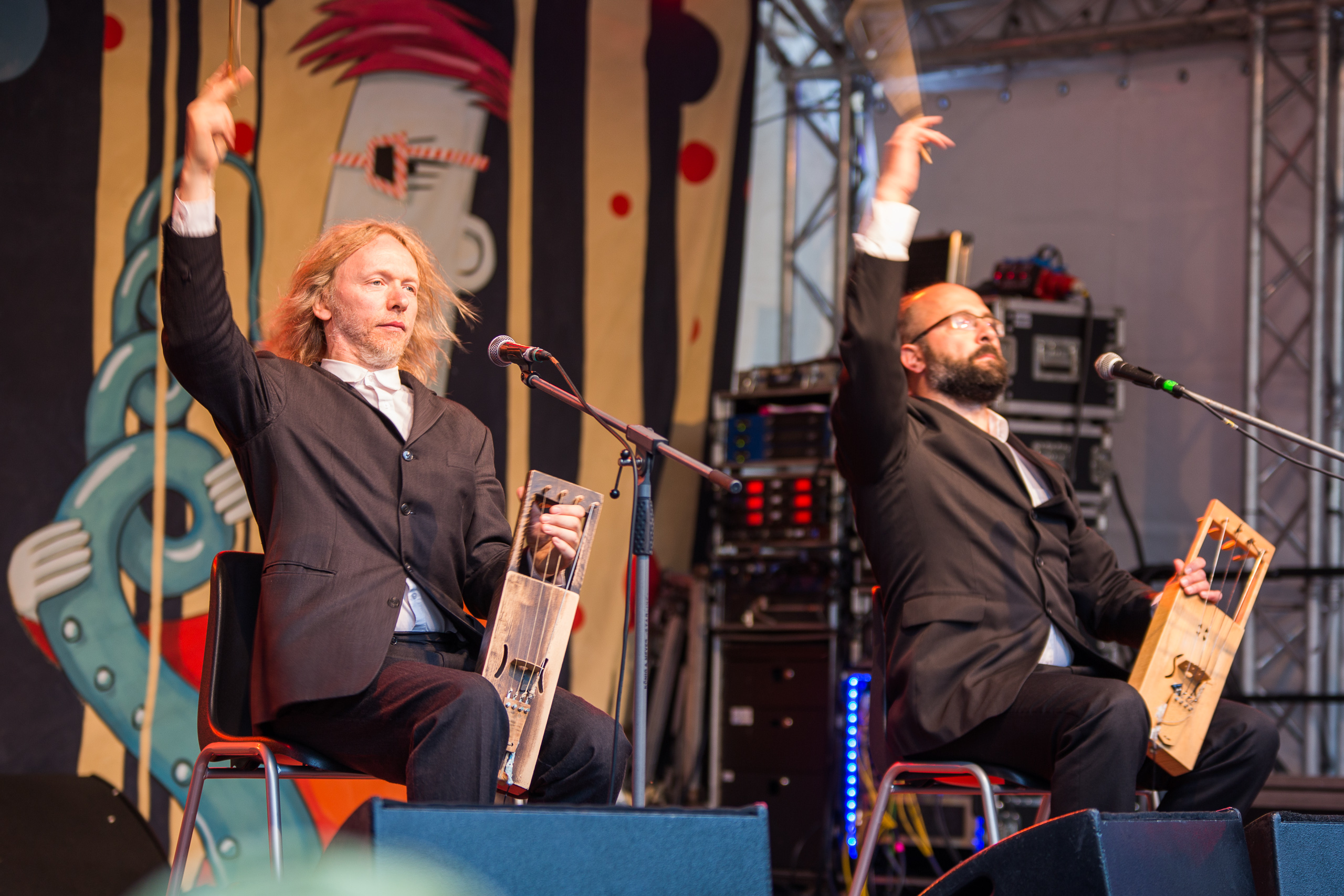
Puuluup sul palco